# Bahá'ís heliga platser i Haifa och västra Galileen
Bahá'ís heliga platser i Haifa och västra Galileen är världsarvtillskrivna heliga platser för Bahá'íreligionens pilgrimer i Haifa och västra Galileen i Israel. Världsarvet inkluderar byggnader och platser som har ett djupgående värde och mening för Bahá'íreligionens troende och heliga platser för religionens två grundare. Bahá'ís heliga platser i Haifa och västra Galileen är sedan 2008 listade av Unesco som kulturellt världsarv.
I världsarvet ingår elva specifika platser; Bábs helgedom, Persiska kvarteren, Bahá’ís kyrkogård och Uppenbarelseplatsen ligger i Haifa på norra och västra sidan av Karmelberget. Bahá'u'lláhs helgedom, Ridvánparken, Abdu’lláh Páshás hus, Fängelset och Abbads hus ligger i, eller i direkt anslutning till Akko. Mazra‘ih och Junaynparken ligger i  Nahariya norr om Akko.

## De heliga platserna
Nedan följer de heliga platserna som ingår i världsarvet.

### Bahá'u'lláhs helgedom
Bahá'u'lláhs helgedom i Bahjí i Akko är den heligaste platsen för Bahá'í och är deras qiblih, riktning för bön. Här finns lämningarna efter Bahaullah som var trons grundare.

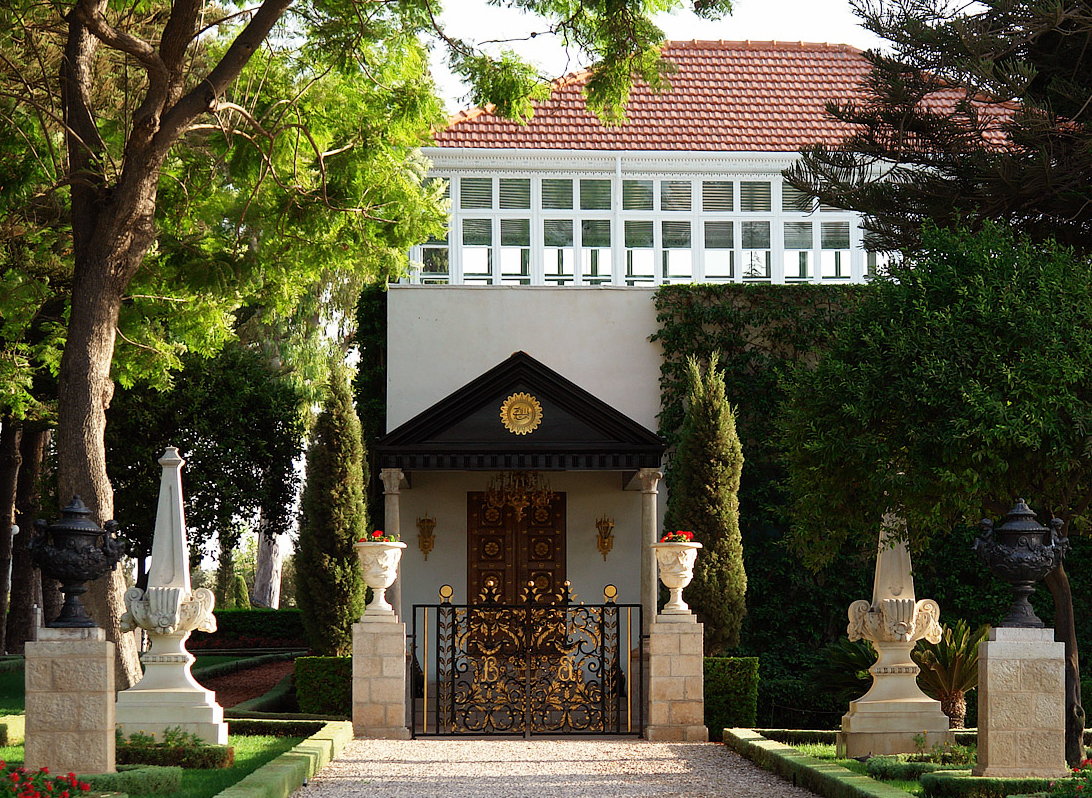
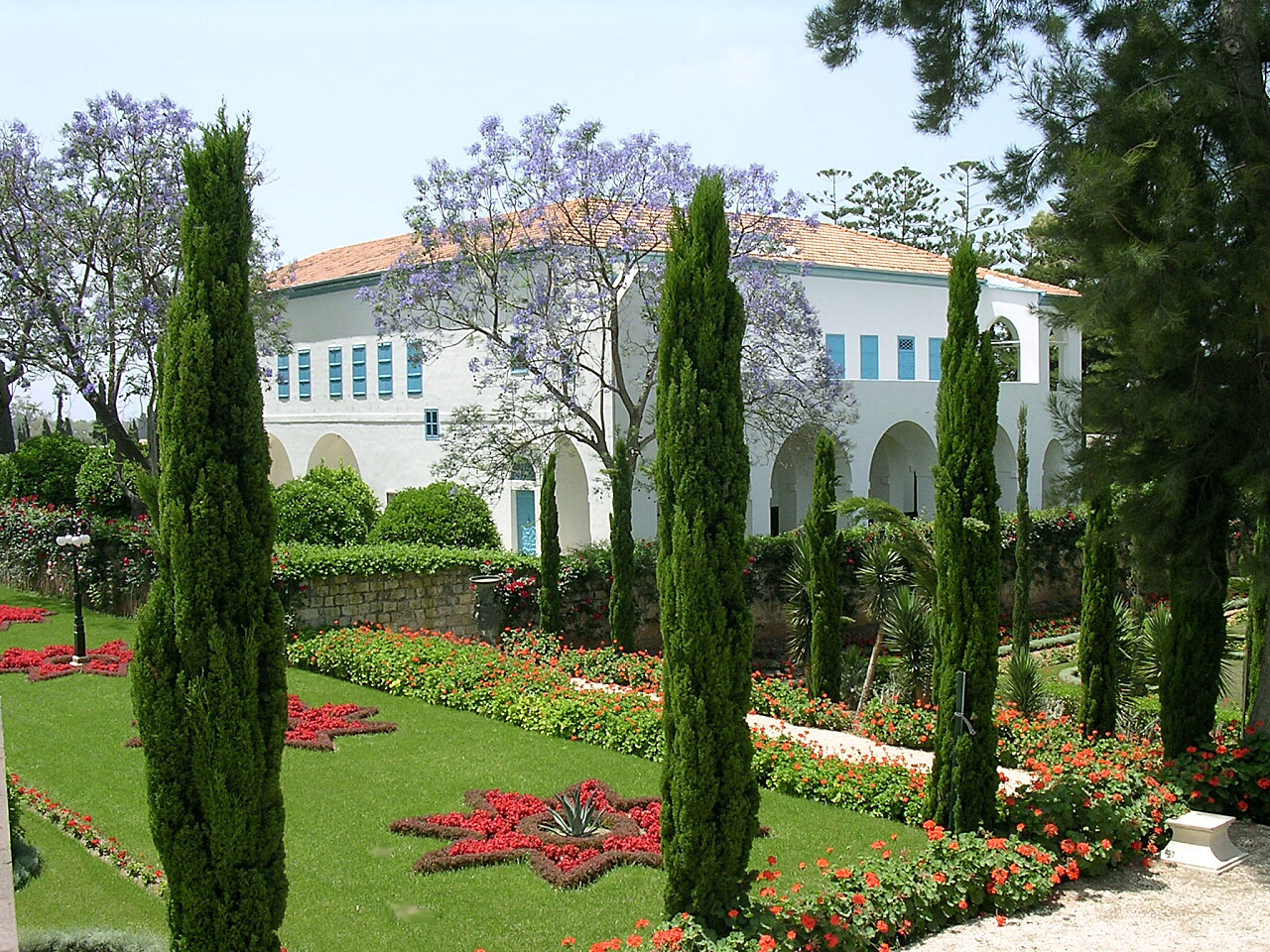
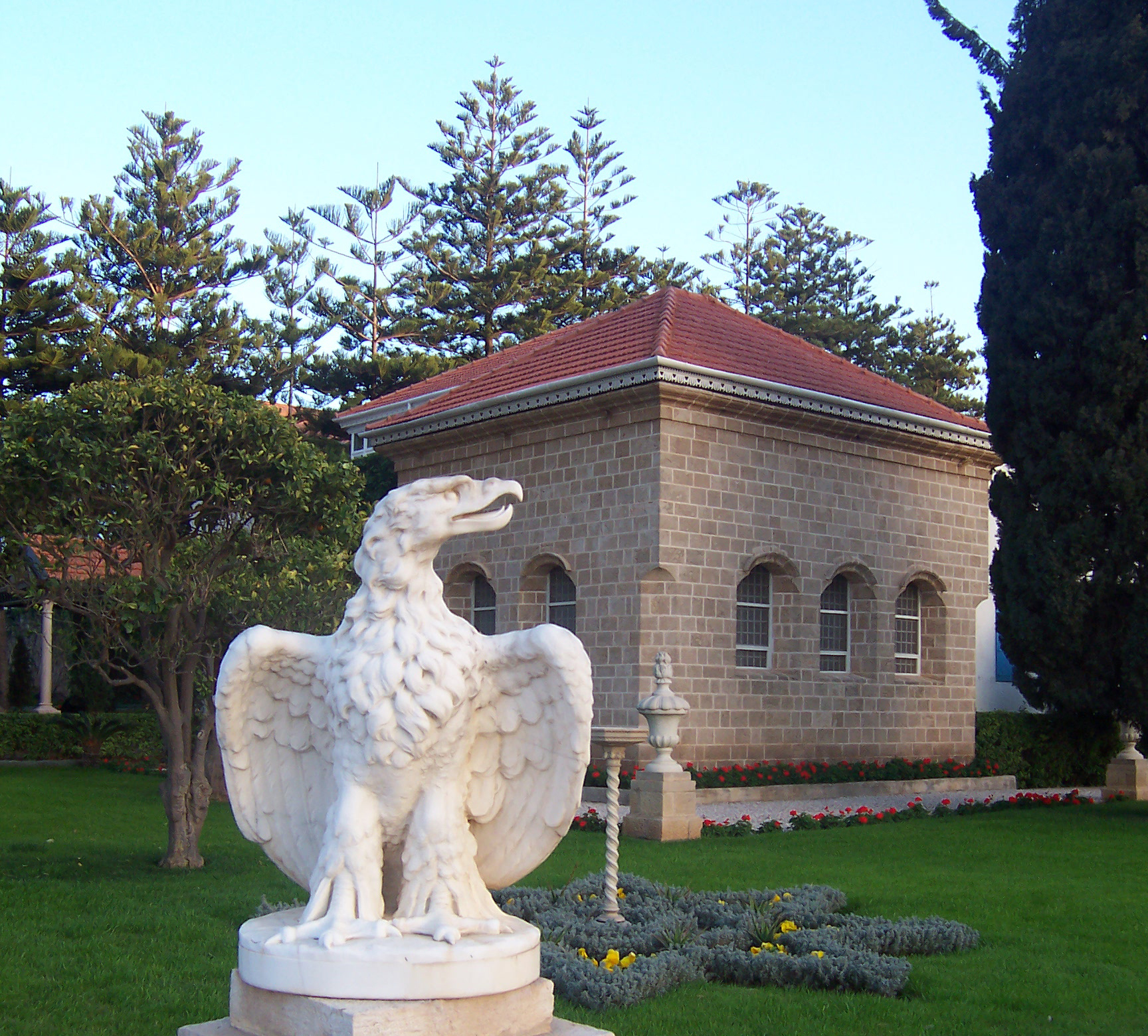

### Karmelbergets norra sluttning
Bábs helgedom som ligger längs Karmelbergets norra sluttning är den näst heligaste platsen inom bahá'í. Här är Báb begravd, som är en av trons grundare.

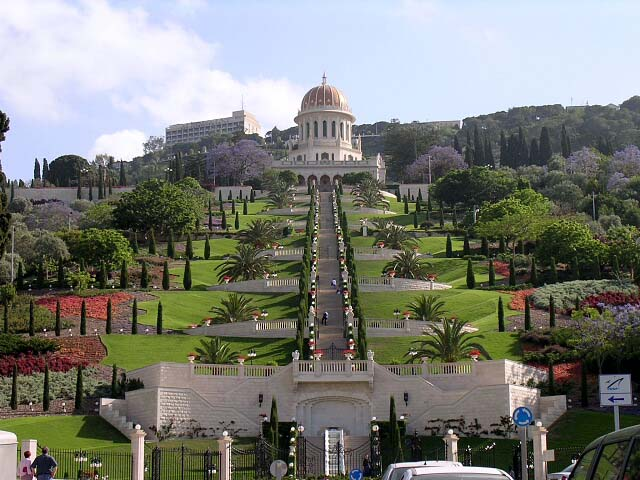
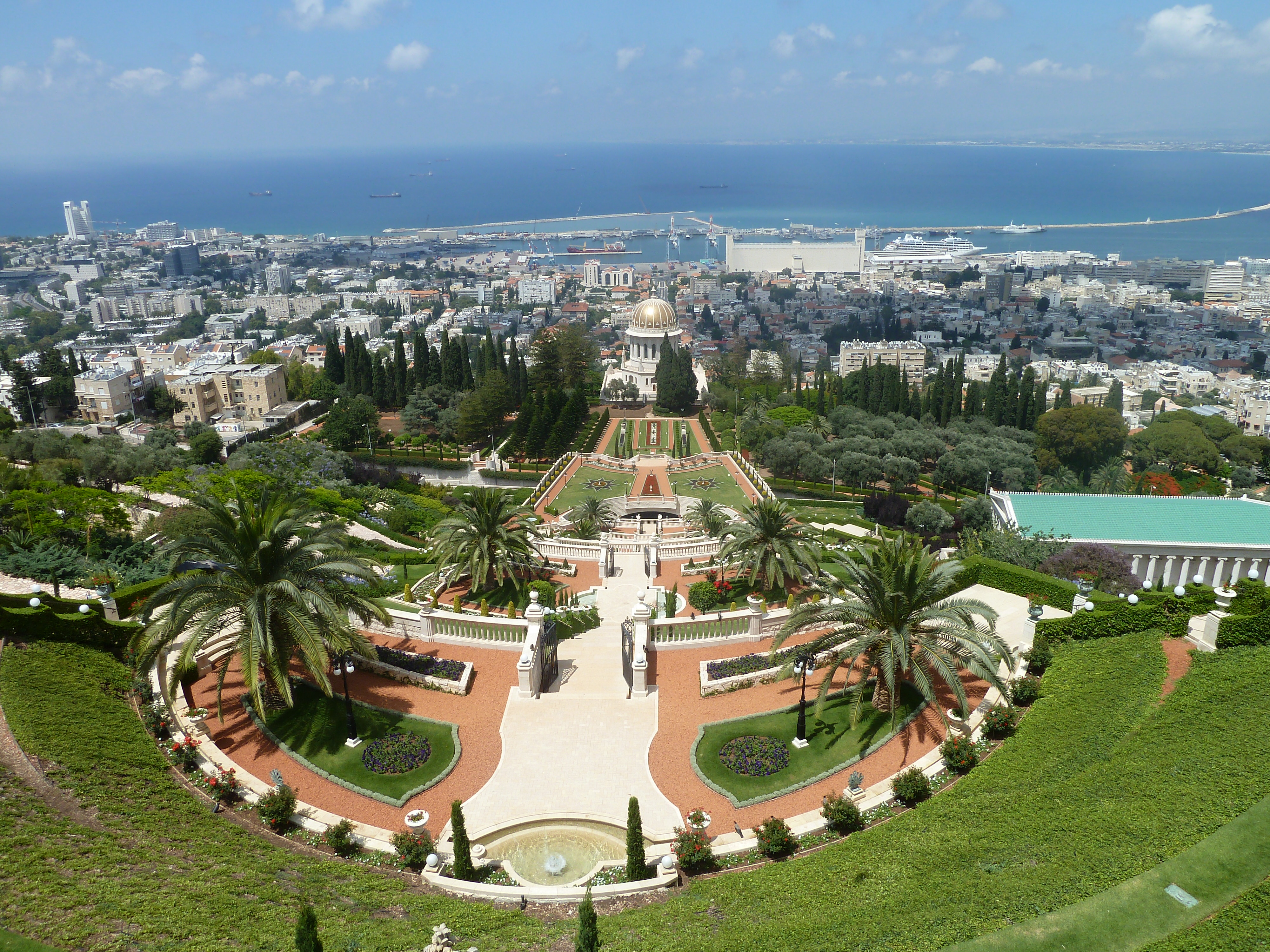
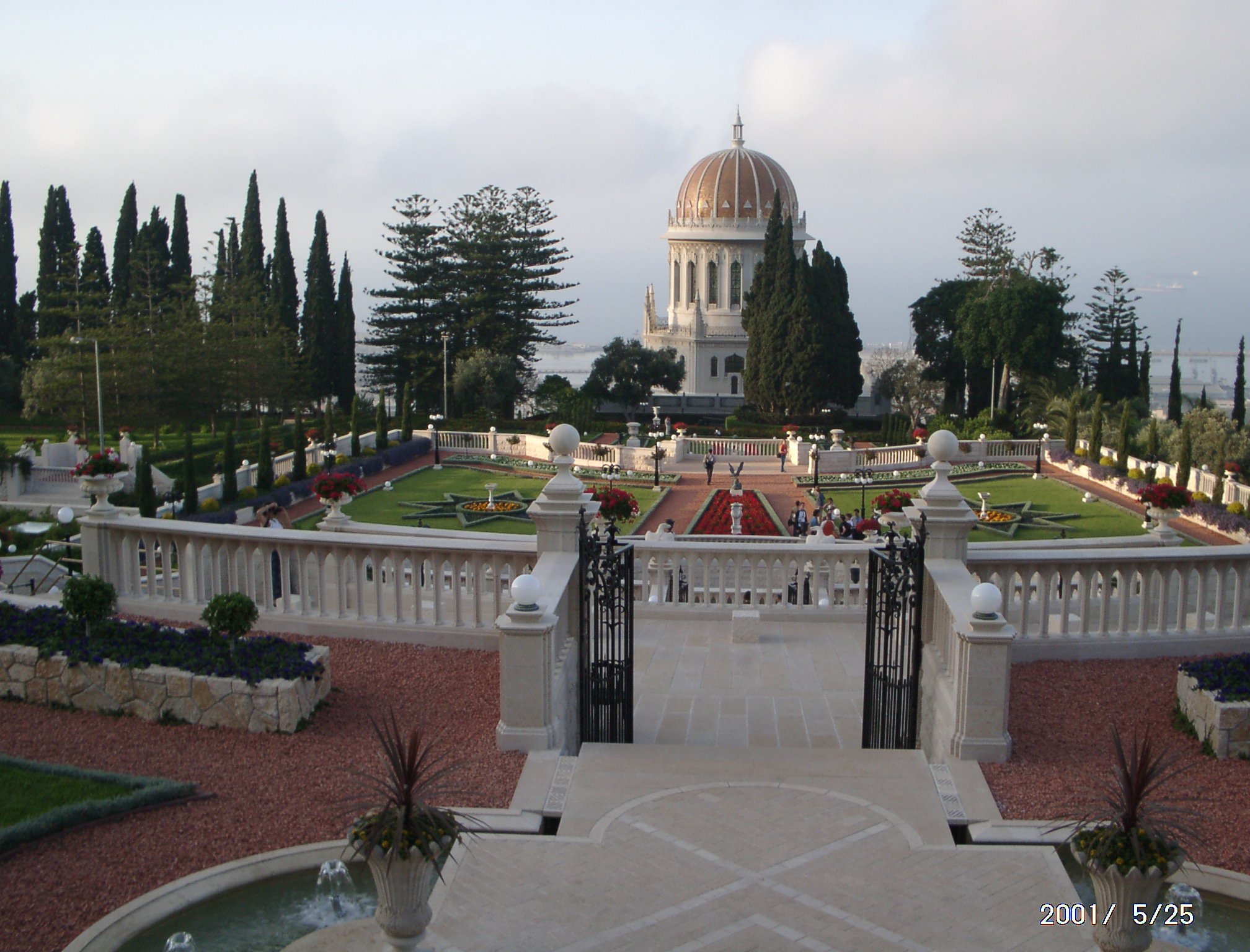

Precis nordost om Bábs helgedom i riktning mot hamnen finns även de Persiska kvarteren där Västra Pilgrimshusen ligger, ursprungligen uppförda av Abdul-Baha.

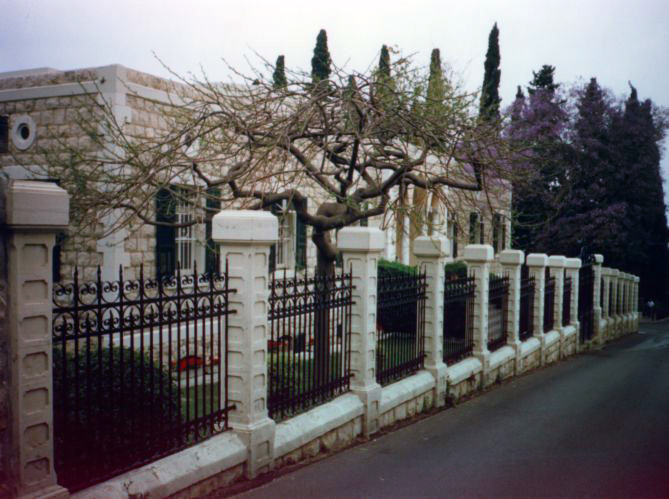

### Ridvánparken
Utanför Akko ligger Ridvánparken där Bahaullah tillbringade mycket tid under senare delen av sitt liv.

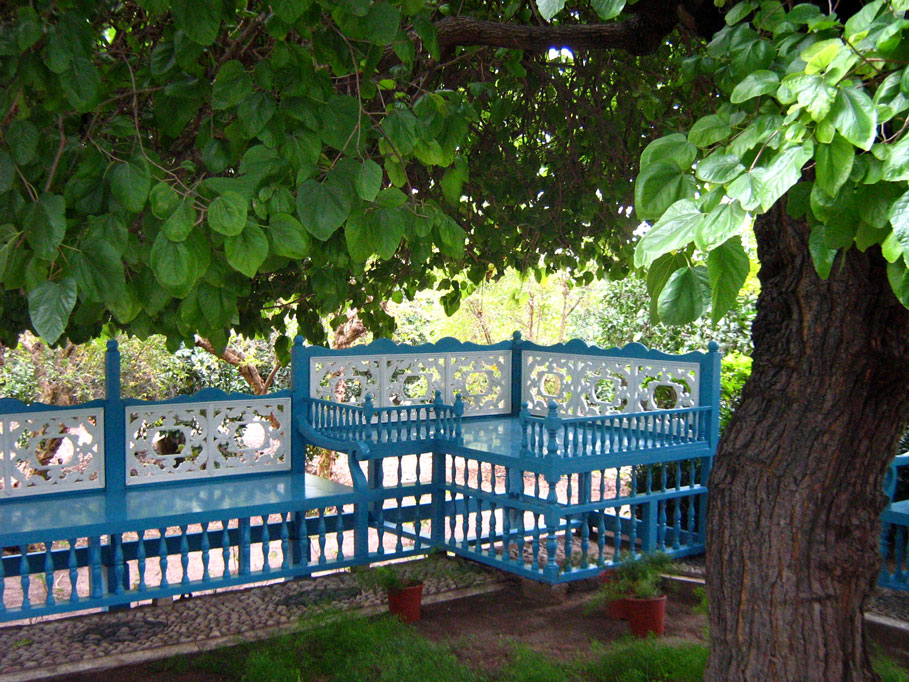
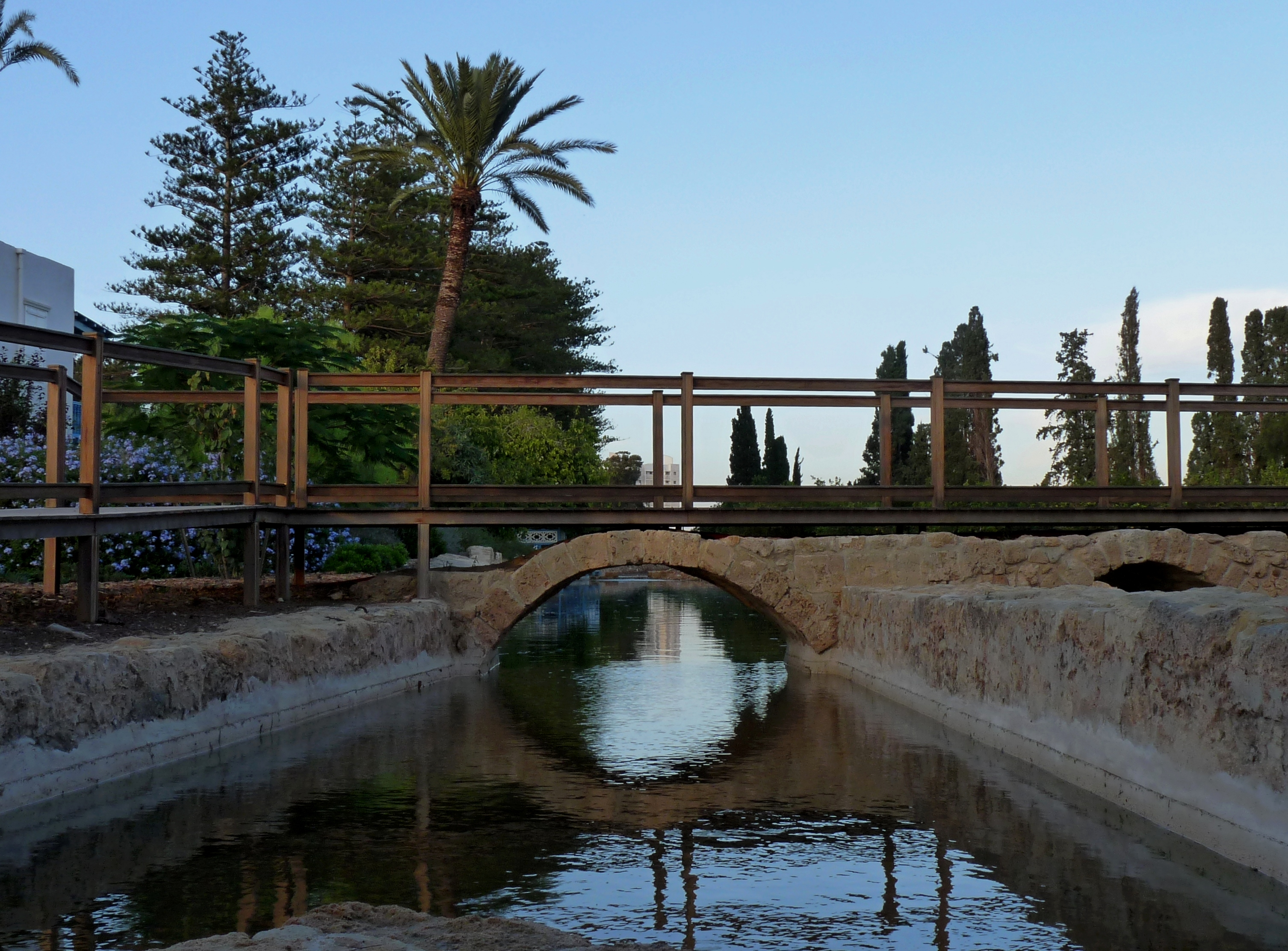
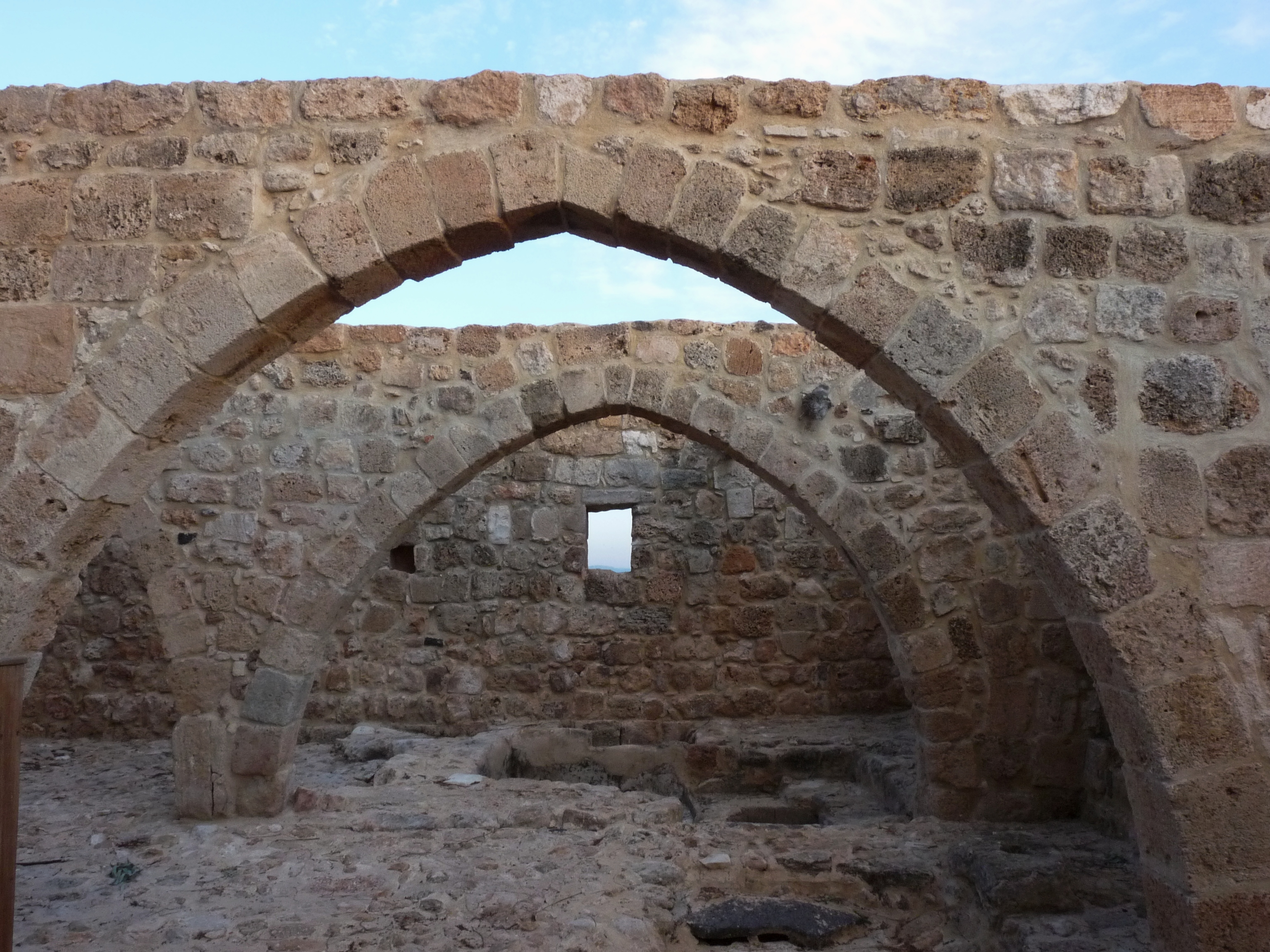

### Mazra‘ih
6 km norr om Akko i Mazra'a ligger herrgården Mazra‘ih som Bahaullah använde som sommarbostad från 1877 till 1879 innan han flyttade till Bahjí.

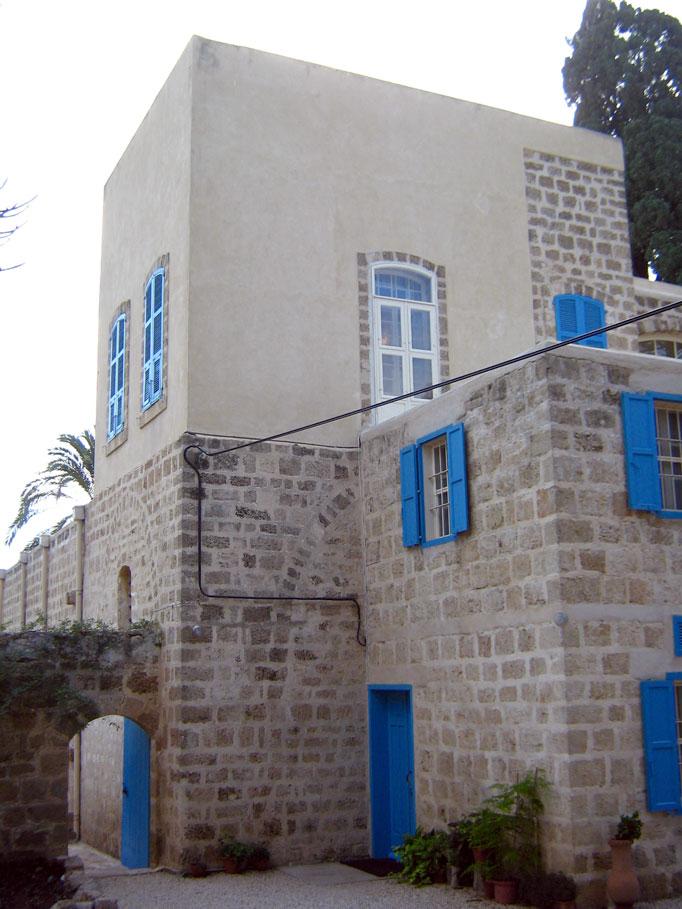
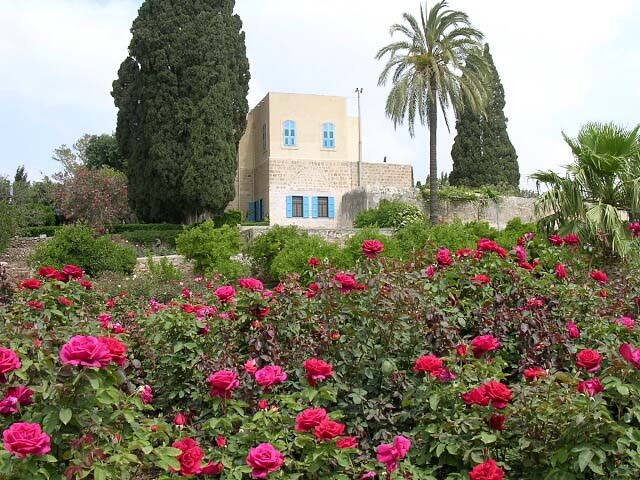
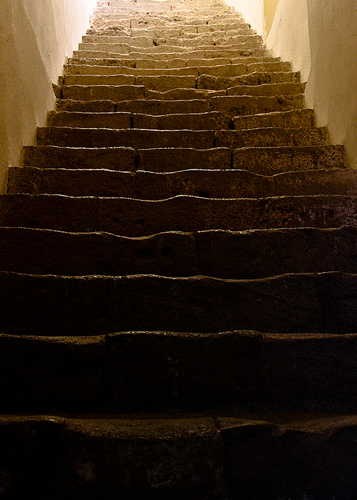

En knapp kilometer nordväst om Mazra‘ih ligger Junaynparken som ofta besöktes av Bahaullah.

### Västra Karmelberget
På västra delen av Karmelberget ligger Bahá’ís kyrkogård.

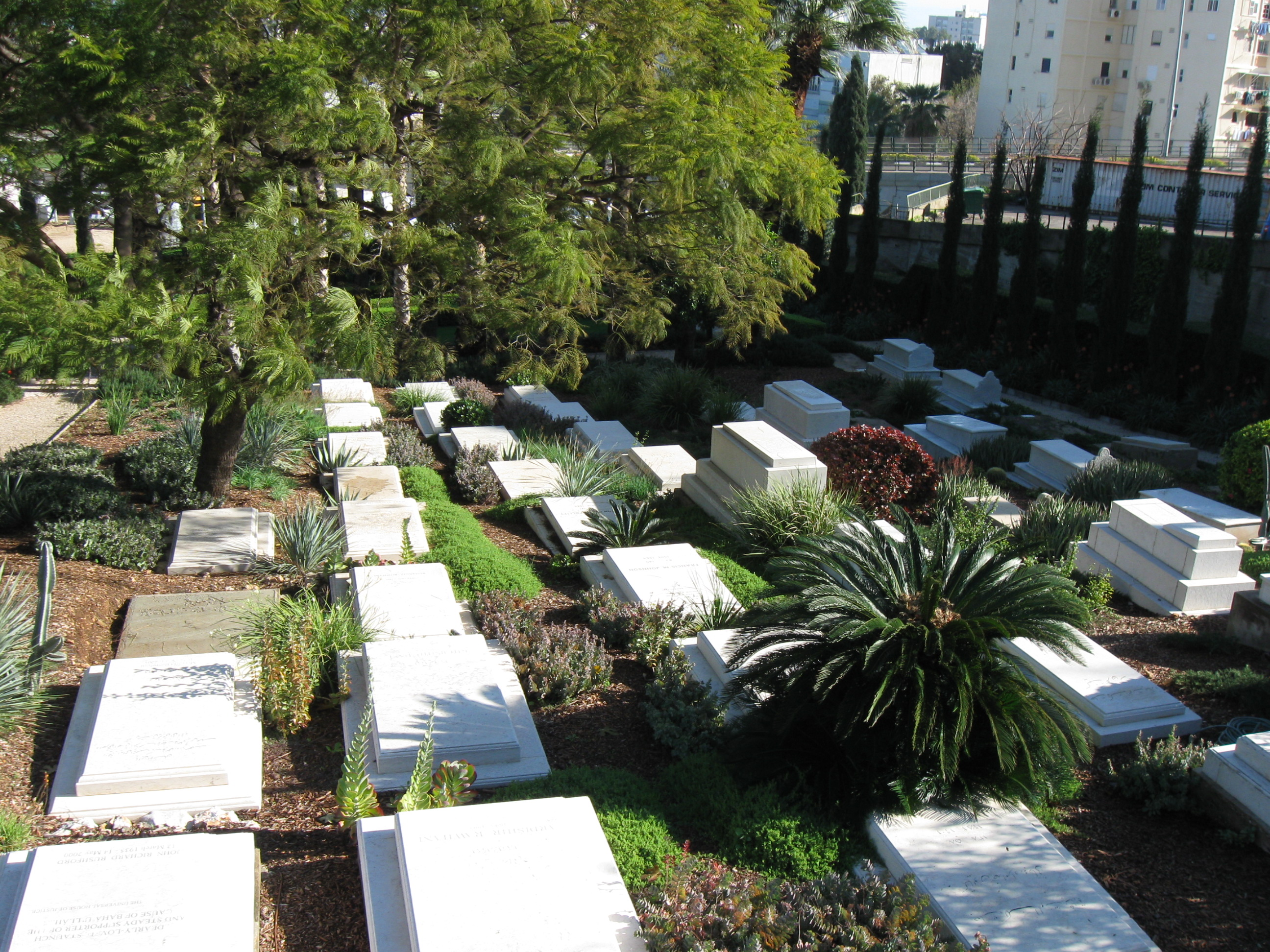
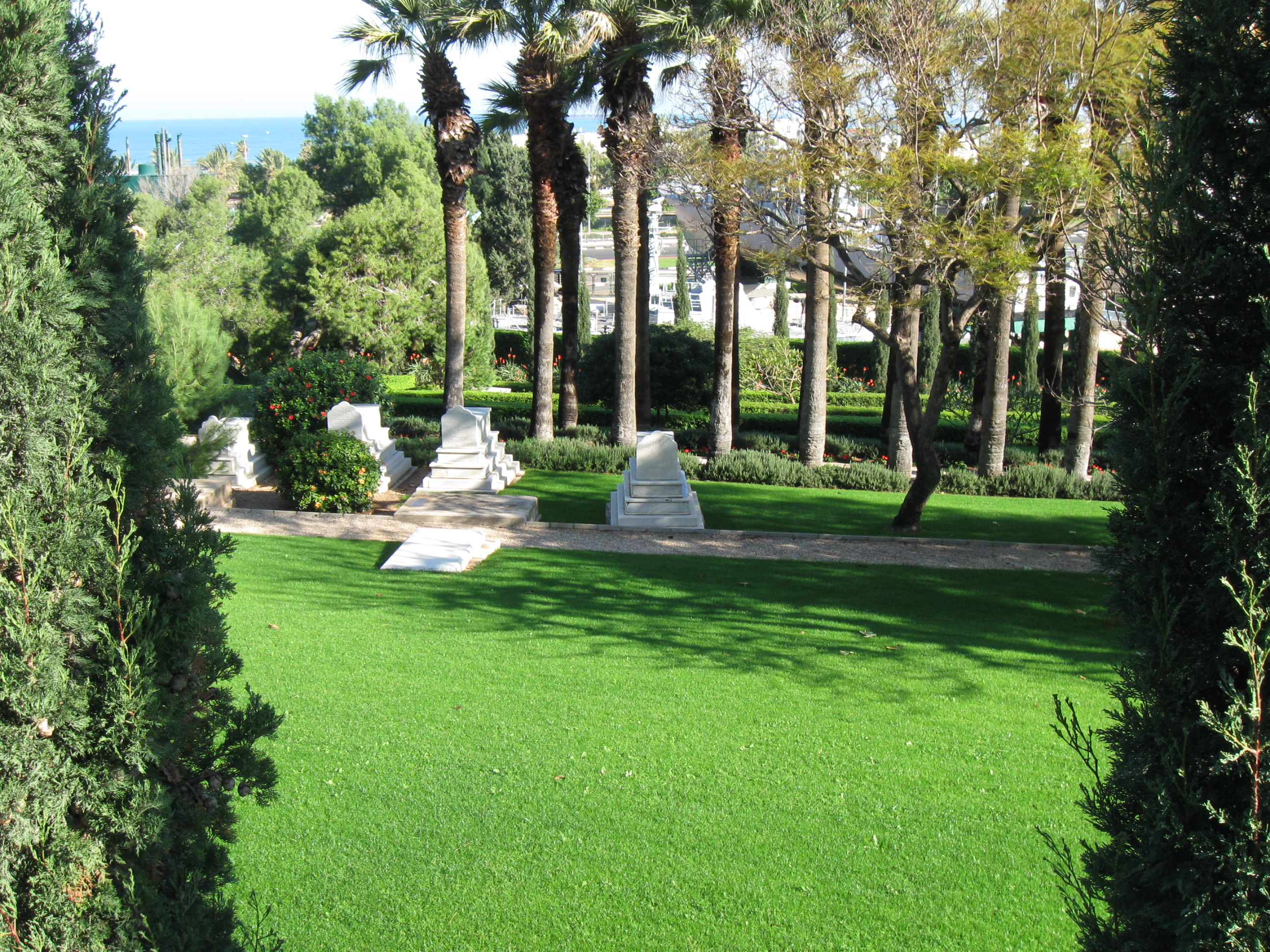
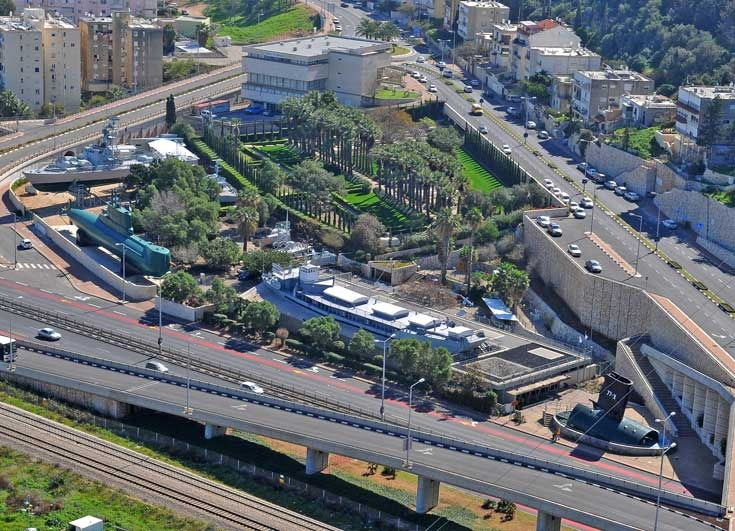

En knapp kilometer sydost om Bahá’ís kyrkogård en bit upp på Karmelberget finns även Uppenbarelseplatsen.

### ‘Abdu’lláh Páshás hus
Vid strandkanten i Akko finns ‘Abdu’lláh Páshás hus. Huset uppfördes av Abdul-Baha till hans familj men även som bostad för pilgrimar.

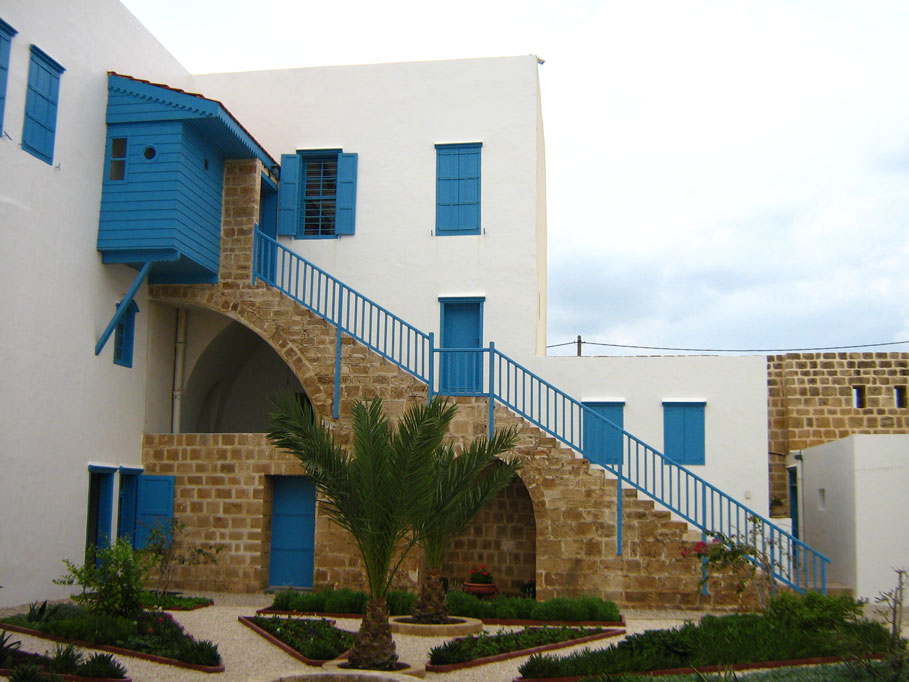
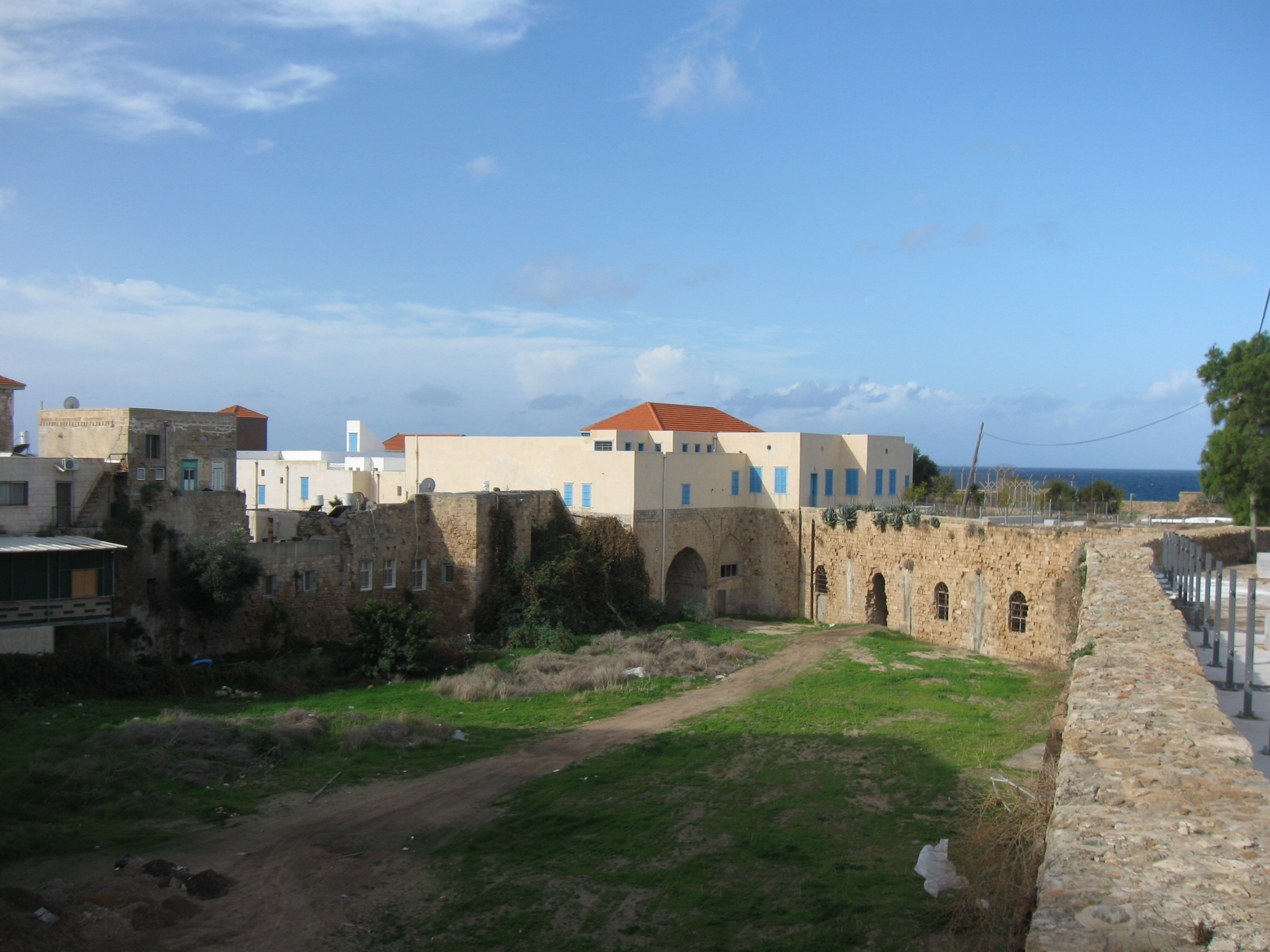
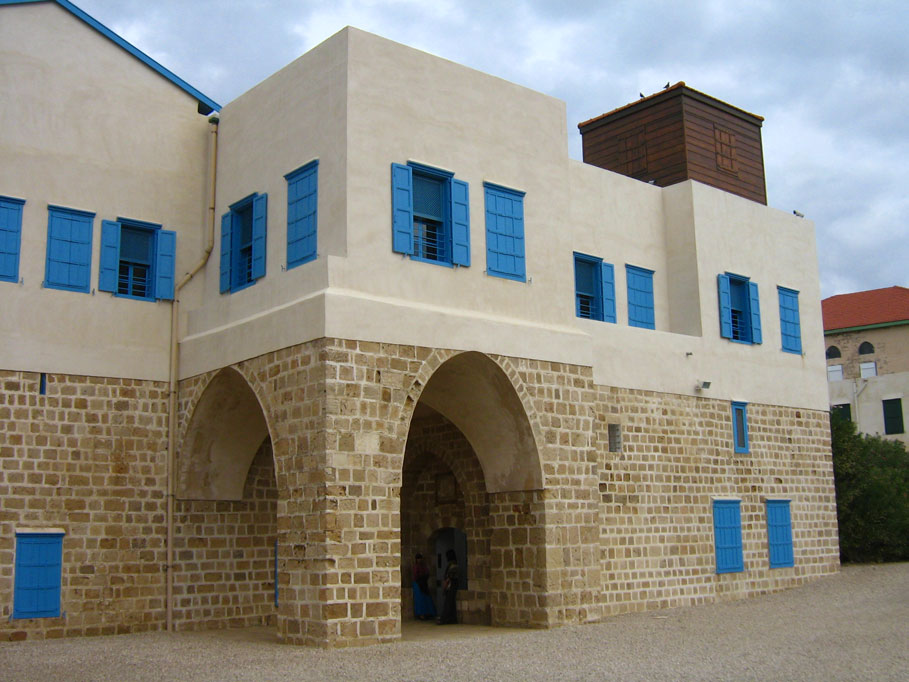

### Fängelset
Direkt öster om Abdu’lláh Páshás hus finns det tidigare fängelset i Akko där Bahaullah var fängslad, som nu är ett museum.

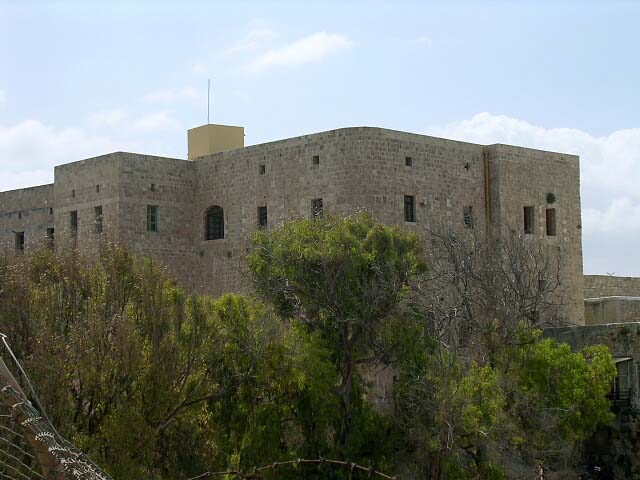
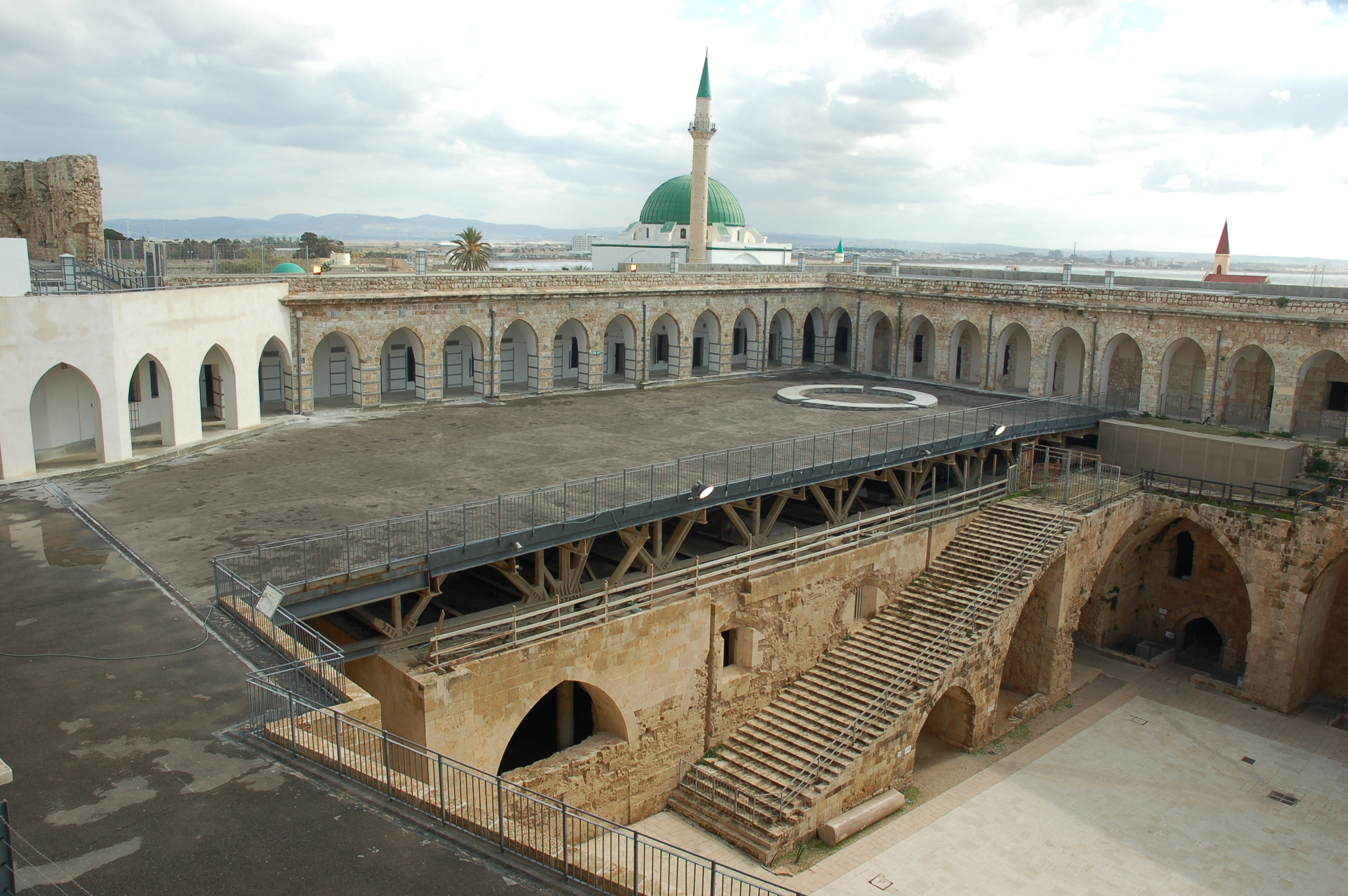
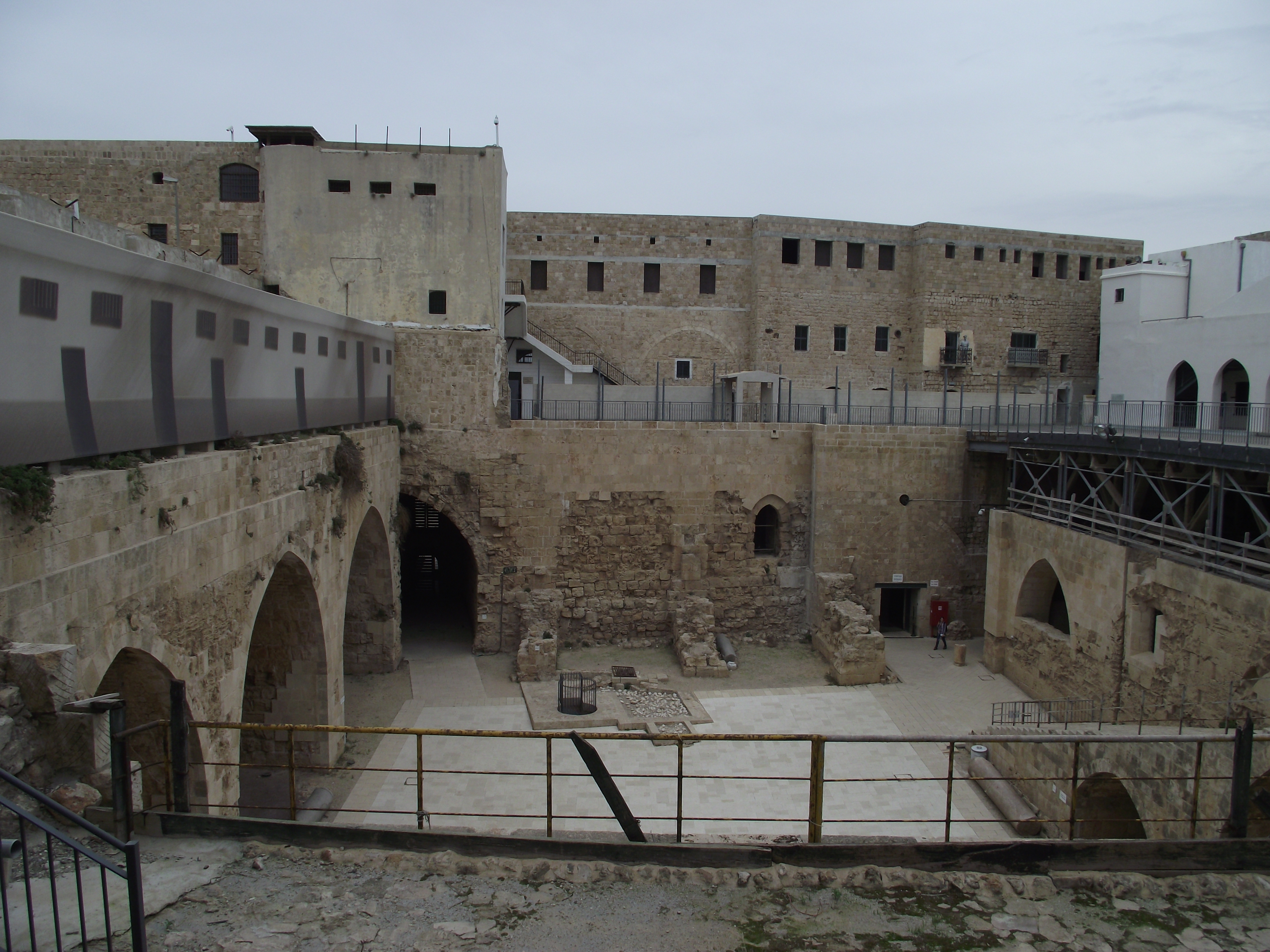

### Abbúds hus
Söder om ‘Abdu’lláh Páshás hus vid strandkanten i det äldre Akko ligger Abbads hus, som referera till två hur. Det östra  huset var bostad till Bahaullahs första fru.

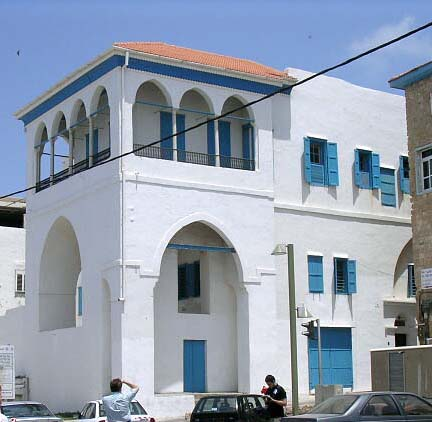
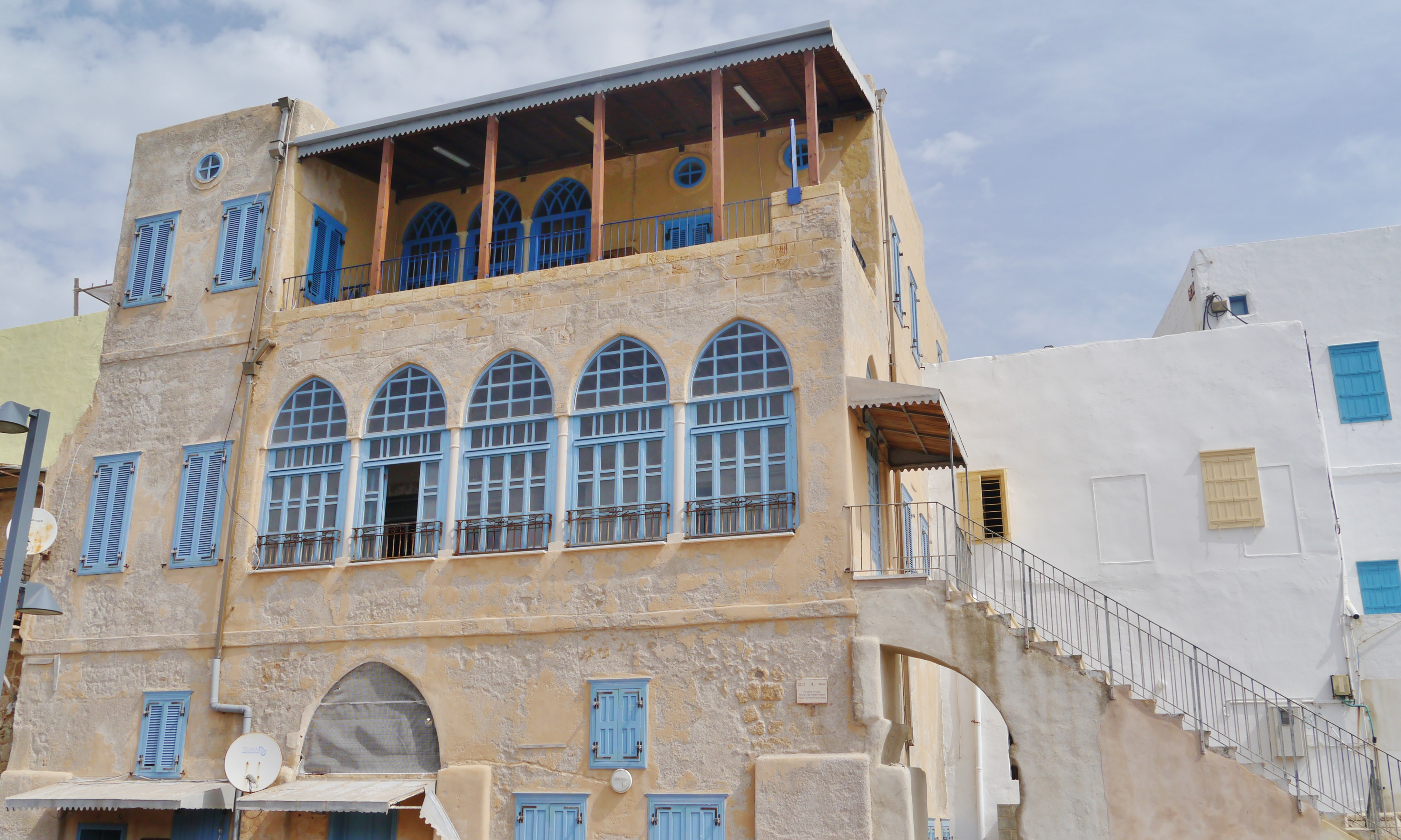
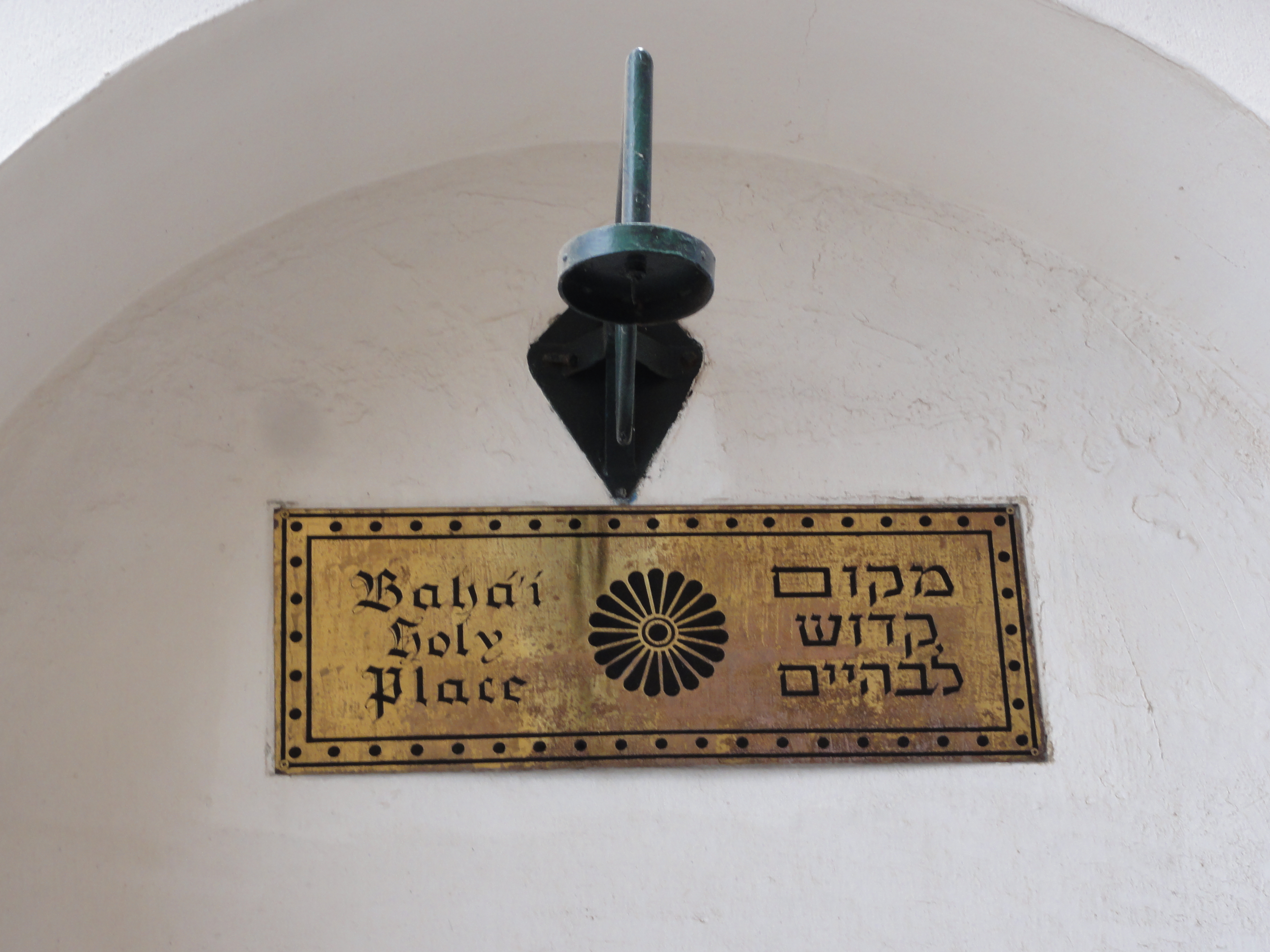